# Distrito de Cannock Chase
Cannock Chase es un distrito no metropolitano del condado de Staffordshire (Inglaterra). Tiene una superficie de 78,88 km². Según el censo de 2001, Cannock Chase estaba habitado por 92 126 personas y su densidad de población era de 1167,93 hab/km².